# 1980. évi téli olimpiai játékok

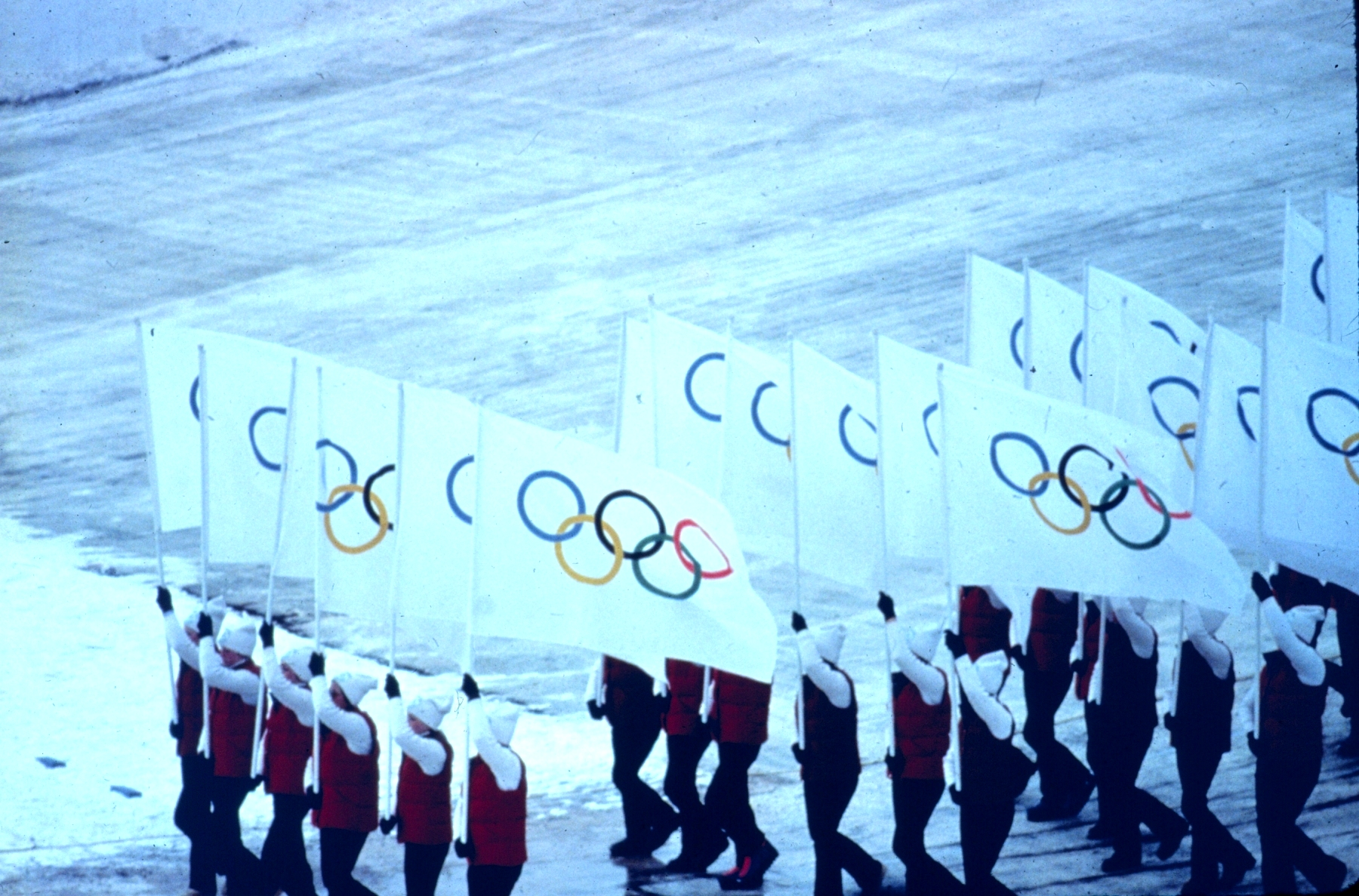
Olimpiai zászlós felvonulás Lake Placidben

Az 1980. évi téli olimpiai játékok, hivatalos nevén a XIII. téli olimpiai játékok egy több sportot magába foglaló nemzetközi sportesemény volt, melyet 1980. február 14. és február 23. között rendeztek meg Lake Placidben (New York állam, Egyesült Államok).

## Fontosabb események
- Ezúttal az Egyesült Államok nyerte a jégkorongtornát a Szovjetunió és Svédország előtt.
- Páros műkorcsolyában Irina Rodnyina harmadik olimpiai aranyát nyerte, másodszor Alekszandr Zajcev oldalán. Jégtáncban a Regőczy Krisztina–Sallay András-páros ezüstérmes lett.
- Eric Heiden amerikai versenyző nyerte mind az öt férfi gyorskorcsolyaszámot.
- Nyikolaj Zimjatov sífutásban a 30 és az 50 kilométeres távot is megnyerte.
- Ulrich Wehling NDK-beli síelő harmadik olimpiai elsőségét szerezte az északi összetettben.
- Ingemar Stenmark svéd alpesisíző szerezte meg a műlesiklás és az óriás-műlesiklás aranyérmét.

## Részt vevő nemzeti olimpiai bizottságok
Az alábbi nemzetek olimpiai csapatai küldtek sportolókat a játékokra. Zárójelben az adott nemzeti csapatban induló sportolók létszáma.
Három ország első alkalommal vett részt a téli olimpiai játékokon, Ciprus, Costa Rica és a Kínai Népköztársaság, ezek vastagítással kiemeltek.
- Egyesült Államok (USA) (101 – 76 férfi, 25 nő)
- Andorra (AND) (3 – 3 férfi)
- Argentína (ARG) (13 – 13 férfi)
- Ausztrália (AUS) (9 – 5 férfi, 4 nő)
- Ausztria (AUT) (43 – 33 férfi, 10 nő)
- Belgium (BEL) (2 – 2 férfi)
- Bolívia (BOL) (3 – 3 férfi)
- Bulgária (BUL) (8 – 8 férfi)
- Ciprus (CYP) (3 – 2 férfi, 1 nő)
- Csehszlovákia (TCH) (41 – 34 férfi, 7 nő)
- Costa Rica (CRC) (1 – 1 férfi)
- Dél-Korea (KOR) (10 – 6 férfi, 4 nő)
- Finnország (FIN) (52 – 44 férfi, 8 nő)
- Franciaország (FRA) (22 – 16 férfi, 6 nő)
- Görögország (GRE) (3 – 3 férfi)
- Hollandia (NED) (29 – 25 férfi, 4 nő)
- Izland (ISL) (6 – 5 férfi, 1 nő)
- Japán (JPN) (50 – 46 férfi, 4 nő)
- Jugoszlávia (YUG) (15 – 11 férfi, 4 nő)
- Kanada (CAN) (59 – 41 férfi, 18 nő)
- Kína (CHN) (24 – 13 férfi, 11 nő)
- Lengyelország (POL) (30 – 29 férfi, 1 nő)
- Libanon (LIB) (3 – 2 férfi, 1 nő)
- Liechtenstein (LIE) (7 – 4 férfi, 3 nő)
- Magyarország (HUN) (2 – 1 férfi, 1 nő)
- Mongólia (MGL) (3 – 3 férfi)
- Nagy-Britannia (GBR) (48 – 36 férfi, 12 nő)
- NDK (GDR) (53 – 36 férfi, 17 nő)
- NSZK (FRG) (80 – 61 férfi, 19 nő)
- Norvégia (NOR) (64 – 55 férfi, 9 nő)
- Románia (ROU) (35 – 33 férfi, 2 nő)
- Olaszország (ITA) (46 – 34 férfi, 12 nő)
- Spanyolország (ESP) (8 – 5 férfi, 3 nő)
- Svájc (SUI) (44 – 33 férfi, 11 nő)
- Svédország (SWE) (61 – 49 férfi, 12 nő)
- Szovjetunió (URS) (86 – 63 férfi, 23 nő)
- Új-Zéland (NZL) (5 – 3 férfi, 2 nő)

## Versenyszámok
A Lake Placid-i játékokon tíz sportágban illetve szakágban huszonnégy férfi, tizenhárom női és két vegyes versenyszámban osztottak érmeket. Ezek eloszlásáról ad tájékoztatást az alábbi táblázat.
| Sportág / Szakág | Versenyszámok száma | Versenyszámok száma | Versenyszámok száma | Versenyszámok száma |
| Sportág / Szakág | Férfi               | Női                 | Vegyes              | Összes              |
| ---------------- | ------------------- | ------------------- | ------------------- | ------------------- |
| Alpesisí         | 3                   | 3                   | 0                   | 6                   |
| Biatlon          | 3                   | 0                   | 0                   | 3                   |
| Bob              | 2                   | 0                   | 0                   | 2                   |
| Északi összetett | 1                   | 0                   | 0                   | 1                   |
| Gyorskorcsolya   | 5                   | 4                   | 0                   | 9                   |
| Jégkorong        | 1                   | 0                   | 0                   | 1                   |
| Műkorcsolya      | 1                   | 1                   | 2                   | 4                   |
| Sífutás          | 4                   | 3                   | 0                   | 7                   |
| Síugrás          | 2                   | 0                   | 0                   | 2                   |
| Szánkó           | 2                   | 1                   | 0                   | 3                   |
| Összesen         | 24                  | 12                  | 2                   | 38                  |

## Éremtáblázat
(A táblázatban a rendező ország csapata eltérő háttérszínnel, az egyes számoszlopok legmagasabb értéke, vagy értékei vastagítással kiemelve.)
| Az 1980. évi téli olimpiai játékok éremtáblázatának első tíz helyezettje | Az 1980. évi téli olimpiai játékok éremtáblázatának első tíz helyezettje | Az 1980. évi téli olimpiai játékok éremtáblázatának első tíz helyezettje | Az 1980. évi téli olimpiai játékok éremtáblázatának első tíz helyezettje | Az 1980. évi téli olimpiai játékok éremtáblázatának első tíz helyezettje | Olimpia  |
| ------------------------------------------------------------------------ | ------------------------------------------------------------------------ | ------------------------------------------------------------------------ | ------------------------------------------------------------------------ | ------------------------------------------------------------------------ | -------- |
|                                                                          | Ország                                                                   | Arany                                                                    | Ezüst                                                                    | Bronz                                                                    | Összesen |
| 1.                                                                       | Szovjetunió (URS)                                                        | 10                                                                       | 6                                                                        | 6                                                                        | 22       |
| 2.                                                                       | NDK (GDR)                                                                | 9                                                                        | 7                                                                        | 7                                                                        | 23       |
| 3.                                                                       | Egyesült Államok (USA)                                                   | 6                                                                        | 4                                                                        | 2                                                                        | 12       |
| 4.                                                                       | Ausztria (AUT)                                                           | 3                                                                        | 2                                                                        | 2                                                                        | 7        |
| 5.                                                                       | Svédország (SWE)                                                         | 3                                                                        | 0                                                                        | 1                                                                        | 4        |
| 6.                                                                       | Liechtenstein (LIE)                                                      | 2                                                                        | 2                                                                        | 0                                                                        | 4        |
| 7.                                                                       | Finnország (FIN)                                                         | 1                                                                        | 5                                                                        | 3                                                                        | 9        |
| 8.                                                                       | Norvégia (NOR)                                                           | 1                                                                        | 3                                                                        | 6                                                                        | 10       |
| 9.                                                                       | Hollandia (NED)                                                          | 1                                                                        | 2                                                                        | 1                                                                        | 4        |
| 10.                                                                      | Svájc (SUI)                                                              | 1                                                                        | 1                                                                        | 3                                                                        | 5        |
| 15.                                                                      | Magyarország (HUN)                                                       | 0                                                                        | 1                                                                        | 0                                                                        | 1        |